# Universidad Privada del Valle
La Universidad Privada del Valle S.A., conocida como UNIVALLE, es una universidad privada de Bolivia con sede central en Tiquipaya, departamento de Cochabamba, y cuatro subsedes en el país. Fue fundada el 4 de octubre de 1988  

## Historia
Ubicada originalmente en la ciudad de Cochabamba, Bolivia, ha obtenido, en cumplimiento de la Constitución Política del Estado, la Personería Jurídica mediante la Resolución Suprema 205336 de fecha 4 de noviembre de 1988, firmada por el entonces presidente constitucional de la República, Víctor Paz Estenssoro y el ministro de Educación. El Decreto Supremo aprobó el Estatuto Orgánico en sus setenta y ocho artículos y los Planes de Estudio de las carreras profesionales. [cita requerida]
Posteriormente, el presidente constitucional de la República, Jaime Paz Zamora, elevó la Resolución Suprema a rango de Decreto Supremo n.º 23527, el 17 de julio de 1993.
En 1994 se inauguraron las Unidades Académicas de Sucre y Trinidad (subsedes), mientras que la Unidad Académica de La Paz fue inaugurada en 1996. 
En julio de 2001 se ha recibido por parte del Ministerio de Educación y Cultura y en cumplimiento del reglamento general de universidades privadas, la certificación de Universidad Plena.[cita requerida]
El 28 de junio de 2018, se inauguran la nueva Torre Académica y el Hospital UNIVALLE, los segundos de la ciudad de Cochabamba, ubicadas en la zona de Cala Cala, al norte de la ciudad, con la presencia de las autoridades internas, nacionales y locales. Tres semanas antes de la inauguración, más de tres mil personas realizaron visitas guiadas a ambas infraestructuras.

## Sedes Universitarias
La Universidad Privada del Valle, cuenta con varias sedes con campus universitario, dentro del territorio boliviano, ubicadas en las áreas urbanas de Cochabamba, La Paz, Sucre, Trinidad y una nueva sede en Santa Cruz que se encuentra en construcción. Unos 50000 m² de laboratorios y unidades importantes de investigación fueron construidos en su totalidad.

### Sede Cochabamba

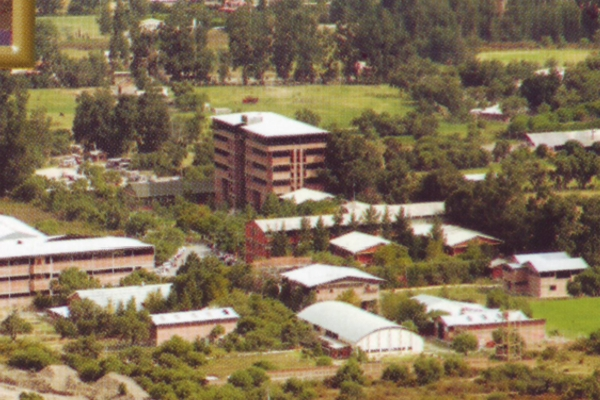
Campus principal de UNIVALLE, en Tiquipaya, vista aérea.

- El campus principal, el cual se encuentra ubicado en el municipio urbano de Tiquipaya, a 10 km del centro de Cochabamba, de 103.671,80 m² de espacio para 50 laboratorios para todas las facultades académicas disponibles, 9 salas de Medicina, 2 centros de computación, salas de audiovisuales, biblioteca, coliseo cerrado, áreas verdes, cafetería y planta industrilizadora de alimentos.[cita requerida]

- Edificio Polifuncional Univalle: La infraestructura consta de cinco pisos y 5.719,25 m² construidos, donde albergan a las carreras de Fisioterapia y Kinesiología, Odontología y la carrera Comunicación y Medios Digitales, laboratorios, salas de odontología,  centros de cómputo, 26 aulas, un auditorio, una Clínica Odontológica, y los estudios televisivos del Canal 39 Univalle Televisión. Ubicada en pleno centro histórico de la ciudad de Cochabamba.[4]

- Edificio Polifuncional America: La torre cuenta con 7.730 metros cuadrados construidos, con áreas de recreación, Sala de Juicios Orales y Argumentación Jurídica, 43 laboratorios y 36 aulas a desnivel. Ubicado en la zona urbana de Cala Cala, al norte de la ciudad de Cochabamba.

### Sede La Paz
La sede de La Paz se encuentra ubicada en la zona residencial de La Paz denominada Miraflores, este campus cuenta con dos edificios, también cuenta con un campus deportivo ubicada en la Avenida Tejada Sorzano ; Calle Canada que tien 2 canchas (se utiliza para futsal, básquet, y ferias)

### Sede Sucre
La sede de Sucre, capital de Bolivia, cuenta con el Campus "Las Delicias", ubicado en la Zona Bajo Delicias, de 4.599 m² construidos.
La segunda en alumnado en la ciudad [cita requerida]

### Sede Trinidad
Ubicado al noreste de Trinidad, construido en 5.022,26 m².[cita requerida]

### Sede Santa Cruz
El nuevo Campus Eco-Smart Santa Cruz, está ubicado en Satélite Norte y ostenta convertirse en un referente arquitectónico en el campo académico a nivel nacional con sus 60 000 m² en la primera etapa. Este proyecto se desarrolla a través de una galería continúa en forma de “O”, donde en la extensión de 140 metros lineales, va comunicando los diferentes edificios, otorgando comodidad al tránsito de sus usuarios.[cita requerida]

### Hospitales
La Universidad del Valle cuenta con dos Hospitales Universitarios de tercer nivel, los cual cuentan con todos los servicios de especialidades médico quirúrgicas y auxiliares.
Estos Hospitales se encuentran localizados en la ciudad de Cochabamba cuenta con varios quirófanos en los cuales se realizan intervenciones quirúrgicas. 
El Hospital Univalle ha recibido certificaciones por su desempeño y calidad en servicios médicos.[cita requerida]

## Acreditación en el Mercosur
La Universidad Privada del Valle ha recibido acreditaciones académicas del Mercado Común del Sur en varias de sus unidades académicas, de las cuales, solo están las carreras de Ingeniería Mecánica, Medicina y Automatización Industrial (Mecatrónica), Ingeniería Electrónica, Odontología y Arquitectura, esta última con reacreditación. Las acreditaciones benefician a la institución de educacación superior al articular programas regionales de cooperación.
Actualmente reacreditada en el año 2023.